# Heinrich Fischer (Geograph)
Heinrich Ernst Benno Fischer (* 4. Dezember 1861 in Ueckermünde; † 10. April 1924 in Berlin) war ein deutscher Geograph und Pädagoge.

## Leben
Heinrich Fischers Vater Ernst Gottfried Reinhold Fischer war praktischer Arzt, seine Mutter Maria Ottilie Charlotte Petersen, die Tochter des Oberpfarrers Benjamin Petersen. Er besuchte ein Gymnasium in Berlin und studierte an den Universitäten Tübingen, Berlin und Greifswald Naturwissenschaften. In Greifswald nahm er unter Rudolf Credner bevorzugt an geologischen Exkursionen teil. 
1888 trat er in Berlin in den Schuldienst. Der Geograph und Forschungsreisende Ferdinand von Richthofen wurde sein Vorbild. 1896 trat Heinrich Fischer erstmals als Schulgeograph hervor. 1901 war er Mitglied der ständigen Kommission für erdkundlichen Schulunterricht. 1904 unternahm er eine Studienreise durch die USA. Er entwickelte auf Grundlagen der Jugendpsychologie theoretische und praktische Methoden für den Geographieunterricht. Ab 1908 gab er als Dozent Kurse an Lehrerseminaren, später in der „Hauptstelle für naturwissenschaftlichen Unterricht“. 1909 wurde er Lyzealdirektor in Berlin. Heinrich Fischer gehörte ab 1912 dem Zentralausschuss des Deutschen Geographentages an. Auf dessen Tagungen stellte er unter anderem Lehrpläne für die weibliche Jugend vor und beteiligte sich an der systematischen Vorbereitung des Geographieunterrichts für die Oberstufen.
Von 1902 bis zu seinem Tode war Heinrich Fischer Mitherausgeber des Geographischen Anzeigers. Zusammen mit Michael Geistbeck gab er von 1906 bis 1921 die mehrbändige Erdkunde für höhere Schulen heraus, auch als Fischer-Geistbeck bekannt. Er veranlasste die ab 1922 durch Richard Bitterling und Th. Otto herausgegebene Neubearbeitung, die um die Oberstufe erweitert worden war. Diese erschien bis 1945 und wurde auch an deutschen Auslandsschulen genutzt.
Literarisch und philosophisch war Heinrich Fischer von Paul de Lagarde und Friedrich Nietzsche beeinflusst. Er veranlasste Raoul Richter zu einer Nietzsche-Biographie, die dieser ihm widmete.
Heinrich Fischer war mit Hedwig Severin (1874–1937) verheiratet.

## Schriften (Auswahl)
- Methodik des Unterrichts in der Erdkunde. Ein Hilfsbuch für Seminaristen und Lehrer. Hirt, Breslau 1905.
- Stufen-Atlas für höhere Lehranstalten in 3 Stufen. Velhagen & Klasing, Bielefeld u. a. 1912–1924.
- Berlin–Frankfurt/M. (=Rechts und links der Eisenbahn. Neue Führer auf den Hauptbahnen im Deutschen Reiche. Heft 1 u. 2) 1903.
- Berlin–Stettin–Ostseebäder. (=Rechts und links der Eisenbahn. Neue Führer auf den Hauptbahnen im Deutschen Reiche. Heft 35 u. 36) 1905.
- Landeskunde der Vereinigten Staaten von Nordamerika. 1900.
- Erdkunde und deutsche Schule. 2 programmatische Vorträge, gehalten von Heinrich Fischer und Felix Lampe. J. Perthes, Gotha 1913.
- Landeskunde der Mark Brandenburg und Berlins. Oldenbourg, Berlin 1913.
- Kriegsgeographie. Velhagen & Klasing, Bielefeld Leipzig 1916.